# Tribuna modernista de l'habitatge a la plaça Marquina, 4 (Girona)
La Tribuna modernista de l'habitatge a la plaça Marquina, 4 és una obra de Girona inclosa a l'Inventari del Patrimoni Arquitectònic de Catalunya.

## Descripció
És una tribuna exterior que està situada a la part central d'una façana plana, amb obertures verticals. Es caracteritza per les obertures de formes corbades i l'ús d'arrebossat a l'exterior amb detalls ornamentals esgrafiats a la part inferior.

## Història
Aquest tipus de construccions foren molt sovintejades durant el primer terç del segle xx, i constituïen una forma de donar major notariat a l'edifici i al ocupar en voladís part de la via pública permetien una major superfície construïble al ocupar en voladís part de la via pública.